# Museo naturalistico entomologico nel Regno delle Farfalle
Il Museo naturalistico entomologico "nel Regno delle Farfalle" Onlus, di Schio (Vicenza), contiene una collezione di oltre 10.000 farfalle conservate (Farfalla, Lepidoptera), che rappresentano tutte le specie diurne d'Italia finora conosciute, classificate per specie, sottospecie, sesso e forma (biologica).
Detta classificazione è stata eseguita facendo riferimento ai cinque volumi di Ruggero Verity, dottore ed entomologo italiano (20 maggio 1883 - 4 marzo 1959), Le Farfalle diurne d'Italia e stampati in 800/1000 copie numerate, con 1688 pagine, negli anni 1940-1953.
Tutte le farfalle sono conservate  in teche, esposte assieme ad oltre 300 gigantografie fotografiche che rappresentano gli ambienti naturali dove vivono, dalle Alpi agli Appennini, dai ghiacciai al mare.
L'illuminazione della sala, non compromette l'integrità e la conservazione dei colori delle farfalle poiché le luci si accendono automaticamente solo alla presenza di persone e per il tempo necessario.
Il museo "nel Regno delle Farfalle" Onlus è stato istituito per diffondere la conoscenza sulle farfalle, e sulle leggi che le tutelano: Convenzione di Washington (Convenzione sul commercio internazionale delle specie minacciate di estinzione o CITES, Convenzione di Berna (Convenzione per la conservazione della vita selvatica e dei suoi biotopi in Europa), Direttiva Habitat (Natura 2000) del 21 maggio 1992 n. 92/43 CEE, e su tutto quanto è indispensabile  per la salvaguardia degli ambienti che ancora le ospitano.
Il percorso museale è suddiviso in 48 stazioni, disposte lungo cinque percorsi itineranti:
Percorso Temporale, Ambientale, Geografico, Scientifico ed Ecologico. Completano undici intervalli, dove sono conservati ed esposti gli insetti amici e nemici delle farfalle, le Farfalle della Notte, e le Farfalle del Mondo.

## Percorso temporale
- Stazione n. 1: Farfalle della Primavera Glaucopsyche melanops, Anthocharis Belia, Callophrys rubi, Anthocharis cardamines, Zerynthia polyxena.
- Stazione n. 2: Farfalle della Primavera Euchloe tagis, Hamearis lucina, Pseudophilotes baton, Euchloe ausonia crameri.
- Stazione n. 3: Farfalle che svernano Gonepteryx cleopatra, Gonepteryx rhamni, Aglais io, Aglais urticae, Nymphalis antiopa, Nymphalis polychloros, Polygonia c-album.
- Stazione n. 4: Farfalle per un'ora in più Vanessa atalanta, Polygonia egea. - Farfalle un'ora sì ed un'ora no Erebia pandrose, Erebia gorge. - Farfalle un anno sì, un anno no Erebia ligea, Oeneis glacialis.
- Stazione n. 5: Farfalle tutto l'anno Pieris brassicae, Pieris mannii, Pieris napi, Pieris napi ssp.bryoniae, Pieris rapae, Pieris ergane, Leptidea sinapis.

## Percorso ambientale
- Stazione n. 6: Farfalle dei Prati Fioriti Plebicula dorylas, Aricia agestis, Lysandra thersites, Cupido osiris, Polyommatus icarus, Aporia crataegi, Melitaea cinxia.
- Stazione n. 7: Farfalle dei Prati Fioriti Lysandra bellargus, Lycaena phlaeas, Mellicta athalia, Heodes alciphron, Heodes tityrus.
- Stazione n. 8: Farfalle dei Prati Incolti Minois dryas, Issoria lathonia, Pontia daplidice, Pontia edusa, Clossiana dia, Scolitantides orion, Brenthis hecate, Lycaeides argyrognomon.
- Stazione n. 9: Farfalle dei Prati Montani Parnassius mnemosyne, Lysandra coridon, Colias phicomone, Clossiana selene, Maniola jurtina, Coenonympha pamphilus.
- Stazione n.10: Farfalle dei Prati Alpini Erebia mnestra, Erebia aethiopella, Boloria napaea, Boloria pales, Heodes virgaureae, Heodes tityrus.
- Stazione n.11: Farfalle dei Prati Alpini Albulina orbitulus, Agriades glandon, Eumedonia eumedon, Mellicta varia, Pseudaricia nicias, Polyommatus eros, Aricia artaxerxes.
- Stazione n.12: Farfalle dei Prati Alpini Agrodiaetus damon, Euphydryas cynthia, Erebia eriphyle, Erebia manto, Erebia epiphron, Euchloe simplonia, Pontia callidice.
- Stazione n.13: Farfalle Pilota Erebia gorge ssp. gorge, Erebia gorge ssp. erynis, Erebia gorge ssp. erynisoculata,  Erebia gorge ssp. elisabethae, Erebia gorge ssp. triopes.
- Stazione n.14: Farfalle dei Ghiacciai Erebia pluto ssp. pluto, Erebia pluto ssp. pluto trans ad oreas, Erebia pluto ssp. oreas.
- Stazione n.15: Farfalle dei Ghiacciai Erebia pluto ssp. berninae, Erebia pluto ssp. anteborus, Erebia pluto ssp. nicholli.
- Stazione n.16: Farfalle dei Ghiacciai Erebia pluto ssp. velocissima, Erebia pluto ssp. burmanni, Erebia pluto ssp. alecto (sin. dolomitana).
- Stazione n.17: Farfalle delle Sorgenti Alpine Brenthis ino, Erebia melampus, Erebia pharte, Parnassius phoebus, Paleochrysophanus hippothoe.
- Stazione n.18: Farfalle delle Valli Neptis sappho, Limenitis reducta, Limenitis camilla, Neptis rivularis, Limenitis populi, Apatura iris.
- Stazione n.19: Farfalle dei Fiumi Lycaena dispar, Apatura ilia. - Farfalle del Mare Lysandra hispana, Melanargia occitanica, Melanargia arge, Melanargia russiae.
- Stazione n.20: Farfalle delle Pietre Lasiommata petropolitana, Lasiommata maera, Lasiommata megera, Erebia triaria, Hipparchia semele.
- Stazione n.21: Farfalle delle Pietre Satyrus ferula, Satyrus actaea, Chazara briseis, Arethusana arethusa, Erebia cassioides, Erebia tyndarus.
- Stazione n.22: Farfalle delle Rocce Erebia montana, Erebia styx, Erebia meolans, Erebia styria.
- Stazione n.23: Farfalle delle Radure e dei Boschi Clossiana euphrosine, Clossiana titania, Lopinga achine, Erebia aethiops, Aphantopus hyperantus, Pararge aegeria, Erebia euryale.
- Stazione n.24: Farfalle delle Radure e dei Boschi Brintesia circe, Hipparchia fagi, Hipparchia alcyone ssp.latevittata, Hipparchia alcyone ssp. genava, Pseudotergumia fidia, Neohipparchia statilinus.
- Stazione n.25: Farfalle degli Abeti Clossiana thore, Hypodrias intermedia, Hupodrias maturna. - Farfalle dei Mirtilli Colias palaeno, Vacciniina optilete. - Farfalle dei Rovi Celastrina argiolus, Brenthis daphne.

## Percorso geografico
- Stazione n.26: Farfalle D.O.C. Erebia ottomana, Erebia calcaria, Erebia nivalis, Mellicta asteria, Erebia flavofasciata, Boloria graeca.
- Stazione n.27: Farfalle D.O.C. Mellicta perthenoides, Agrodiaetus ripartii, Agrodiaetus galloi, Plebejus pylaon, Erebia scipio.
- Stazione n.28: Farfalle delle Isole Hipparchia aristaeus ssp. aristaeus, Hipparchia neomiris ssp. marmorae tr. neomiris, Coenonympha corinna ssp. elbana, Anthocaris damone, Euchloe ausonia ssp. romana kruegeri, Melitaea aetherie ssp. perlinii, Hipparchia aristaeus ssp. siciliana, Hipparchia neomiris ssp. marmorae, Euchloe ausonia ssp. insularis, Hipparchia aristaeus ssp. aristaeus sardoa, Coenonympha corinna ssp. corinna, Maniola nurag, Lysandra coridon gennargenti, Fabriciana elisa ssp. elisa paulasardonia, Zygaena orana ssp. sardoa, Zygaena corsica ssp.sardiniensis.
- Stazione n.29: Farfalle di Confine Zerynthia rumina, Boloria aquilonaris, Tomares ballus, Laesopis roboris, Zygaena nevadensis, Erebia epistygne, Colias erate, Colias chrystotheme, Colias myrmidone, Lycaena helle, Maculinea nausithous, Proclossiana eunomia, Erebia claudina, Zerynthia cerisyi, Melanargia larissa, Erebia melas, Arcon apollinus.
- Stazione n.30: Farfalle d'Importazione Danaus chrysippus, Charaxes jasius, Cacyreus marshallii.
- Stazione n.31: Farfalle Sterco & Pozzanghere Glaucopsyche alexis, Lycaeides idas, Plebejus argus, Cyaniris semiargus, Agrodiaetus escheri.
- Stazione n.32: Farfalle Corridori Colias australis, Colias hyale, Colias crocea.
- Stazione n.33: Farfalle che Migrano Vanessa atalanta, Pieris brassicae, Nymphalis antiopa, Cynthia cardui. - Farfalle così uguali ma così diverse Eurodryas aurinia ssp.aurinia, Eurodryas aurinia ssp.frigescens, Eurodryas aurinia ssp.aurunca, Eurodryas aurinia ssp.glaciegenita

## Percorso scientifico
- Stazione n.34: Farfalle così Uguali, ma così Diverse Mellicta deione, Melitaea phoebe, Melitaea didyma, Melitaea diamina, Melitaea trivia, Mellicta aurelia, Mellicta britomartis.
- Stazione n.35: Farfalle così Uguali, ma così Diverse Arginnis paphia, Pandoriana pandora, Mesoacidalia aglaja, Fabriciana adippe, Fabriciana niobe.
- Stazione n.36: Farfalle con il Naso Libythea celtis - Farfalle con i Baffi Hyponephele lycaon, Hyponephele lupina.
- Stazione n.37: Farfalle con le Code Papilio machaon, Iphiclides podalirius, Papilio alexanor.
- Stazione n.38: Farfalle & Formiche Maculinea arion, Maculinea telejus, Maculinea alcon alcon, Maculinea alcon rebeli.
- Stazione n.39: Farfalle Calimero Erebia alberganus, Erebia pronoe, Erebia medusa, Erebia neoridas.
- Stazione n.40: Farfalle che Mutano Araschnia levana, Thersamonia thersamon.
- Stazione n.41: Farfalle così Piccole, ma così Belle Iolana iolas, Agrodiaetus dolus, Agrodiaetus dolus ssp.virgilius, Agrodiaetus amanda, Meleageria daphnis.
- Stazione n.42: Farfalle Inosservate Coenonimpha oedippus, Coenonimpha tullia rhodopensis, Coenonimpha dorus, Coenonimpha arcania, Coenonimpha gardetta, Coenonimpha darwiniana, Coenonimpha glycerion.
- Stazione n.43: Farfalle solo perché sono Farfalle Thymelicus flavus, Thymelicus acteon, Thymelicus lineola, Hesperia comma, Ochlodes venatus, Pyrgus malvae, Pyrgus onopordi, Pyrgus sidae, Pyrgus armoricanus, Pyrgus cacaliae, Pyrgus carthami, Pyrgus alveus, Pyrgus foulquieri, Pyrgus serratulae, Pyrgus andromedae, Pyrgus fritillum.
- Stazione n.44: Farfalle solo perché sono Farfalle Spialia sertorius, Carcharodus lavatherae, Carcharodus alceae, Carcharodus flocciferus, Carterocephalus palaemon, Erynnis tages. Farfalle che volano come i Gamberi Heteropterus morpheus, Erebia pandrose.
- Stazione n.45: Farfalle Notturne che volano di giorno Theresimima ampelophaga, Synanthedon vespiformis, Pyropteron chrysidiformis, Sesia apiformis, Rhagades pruni, Amata phegea, (Amata = Syntomis), Syntomis ragazzii.
- Stazione n.46: Farfalle Notturne che volano di giorno

## Percorso ecologico
- Stazione n.47: Farfalle Protette Erebia christi, Agrodiaetus humedasae, Parnassius apollo, Papilio hospiton.
- Stazione n.48: Farfalle Addio